# Морозовский (Свердловский район)
Морозовский — посёлок в Свердловском районе Орловской области. Входит в состав Котовского сельского поселения.

## География
посёлок примыкает к восточной окраине райцентра — посёлка городского типа Змиёвка.
Уличная сеть
ул. 7 Ноября, ул. 8 Марта, ул. Комсомольская, ул. Котовского, ул. Луговая, ул. Мира, ул. Молодежная, ул. Октябрьская, ул. Садовая, ул. Фрунзе, ул. Центральная
Географическое положение
в 1 км от административного центра — посёлка городского типа Змиёвка и около 45 км до областного центра — города Орёл.

## Население
| 2002 | 2010 |
| ---- | ---- |
| 585  | ↘559 |

## Транспорт
Автовокзал Змиёвка, находится в примерно 100 метрах от юго-западной окраины посёлка.
Железнодорожная станция Змиёвка.